# Sulakyurt, Ardahan
Sulakyurt là một xã thuộc thành phố Ardahan, tỉnh Ardahan, Thổ Nhĩ Kỳ. Dân số thời điểm năm 2010 là 999 người.